# Aldo Adorno
Aldo Osmar Adorno Moreira (Borja, 8 aprile 1981) è un ex calciatore paraguaiano, di ruolo centrocampista.

## Carriera

### Club
Dal 2011 al 2014 ha militato nell'APOEL Nicosia.

## Palmarès

### Club

#### Competizioni nazionali
- Campionato cipriota: 3

APOEL Nicosia: 2012-2013, 2013-2014, 2014-2015
- Coppa di Cipro: 2

APOEL: 2013-2014, 2014-2015
- Supercoppa di Cipro: 1

APOEL: 2013